# Tünet

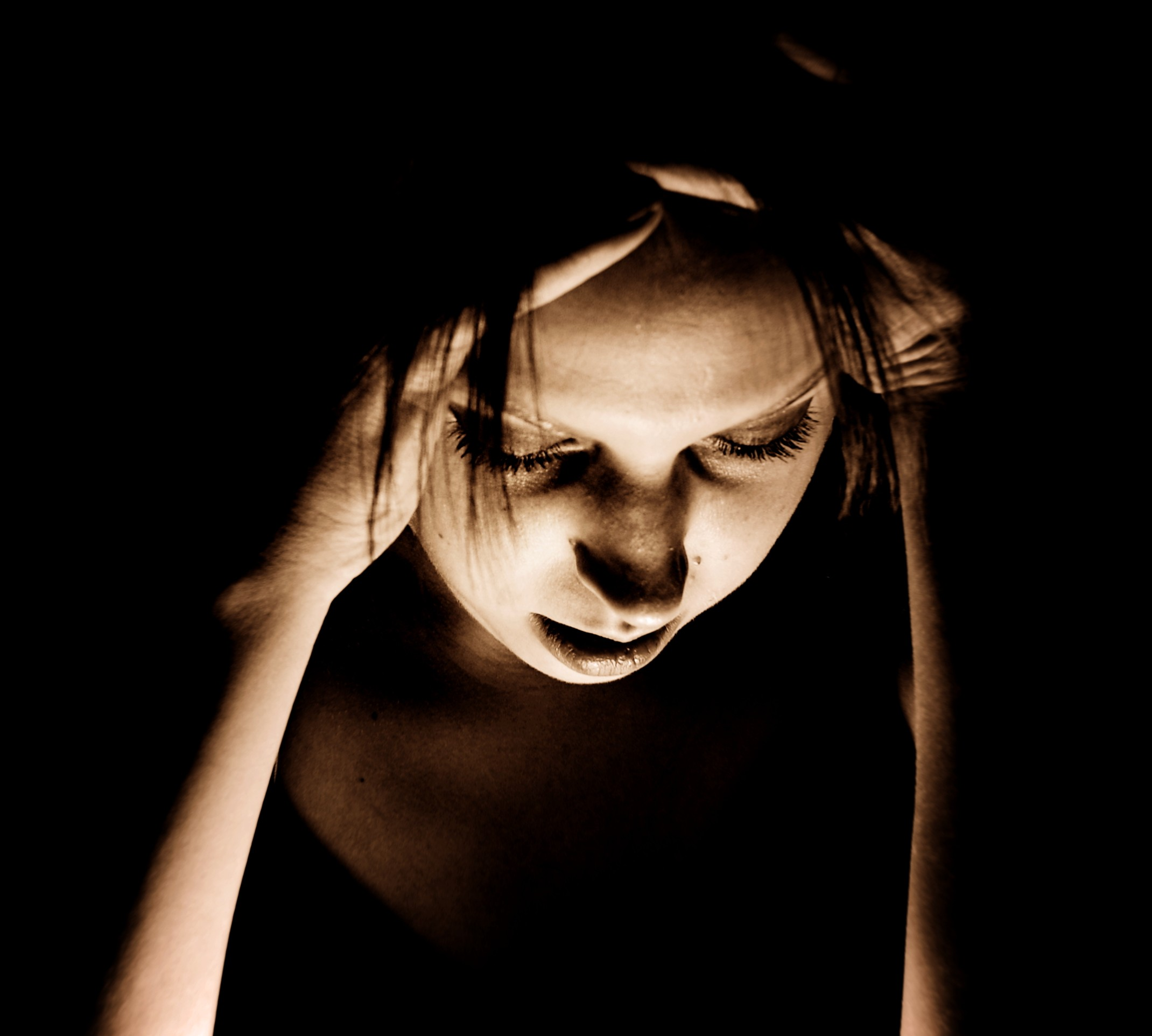
A migrénes fájdalom megsemmisítő érzés

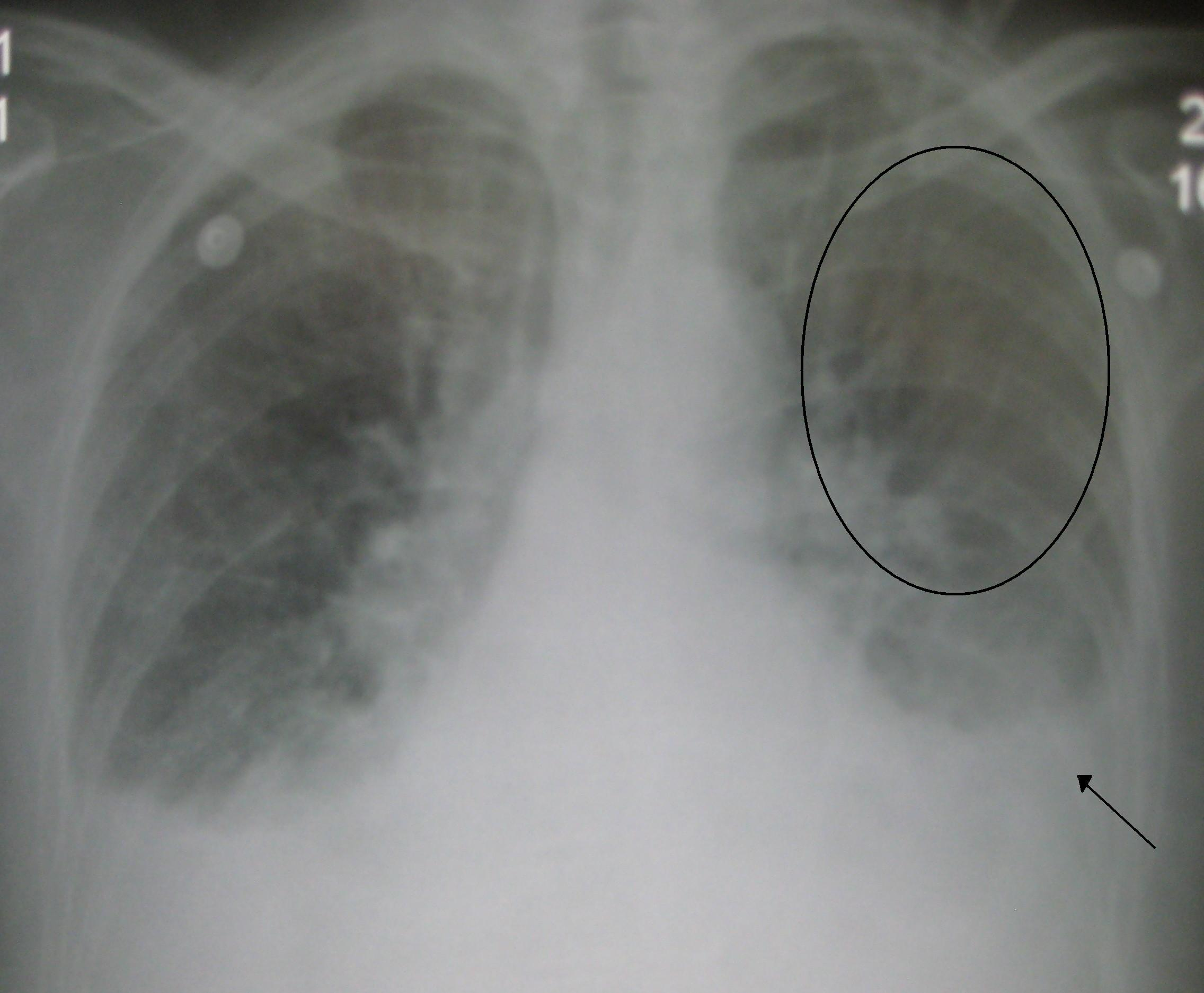
Heveny tüdővizenyő röntgenképe.

Tünetnek (szimptóma) nevezik azokat a betegségre utaló, a normális testi vagy szellemi működéstől eltérő jelenségeket, amelyekről vagy a beteg számol be, vagy azokat az orvos a beteg kikérdezése, fizikális, eszközös vagy laboratóriumi eredménye alapján észlel és a betegség felismerhető.

## Típusai
Tehát a tünet kétféle lehet: szubjektív (ezek a panaszok), vagy objektív, ez utóbbiakat az orvos a betegen történő megfigyelése, fizikális vizsgálata, vagy különböző vizsgálati módszerekkel mutatja ki.
Ezek lehetnek általános tünetek, mint pl. a láz, a fájdalom, a  fáradékonyság, viszketés, magas vérnyomás, fehérjevizelés, a köhögés, sárgaság a tüsszentés illetve egy adott betegségre inkább jellemző, mint a hirtelen jelentkező rendkívül erős szegycsont táji fájdalom (pl. Szívinfarktus), kitapintható fájdalmas, jobb oldali alsó hasfali izomfeszülés (pl. Heveny féregnyúlvány-gyulladás) (Appendicitis acuta), hirtelen jelentkező, általános a szemhéjra is kiterjedő vizenyő (pl. Heveny vesegyulladás) (Glomerulonephritis acuta), laboratóriumi vizsgálattal azonosított kórokozó a vérből vagy valamelyik testváladékból.
A beteg által nem észlelt jelenséget nem tünetnek, hanem jelnek nevezik. Az eszközös vagy laboratóriumi vizsgálatok során feltárt, normálistól eltérő sajátosságokra inkább a lelet elnevezést alkalmazzák. A kettő között lényegében nincs éles határ.
Egyes betegségekre meghatározott tünetek együttes előfordulása lehet jellemző, ezt tünetegyüttesnek (szindróma) nevezzük. A tünetek összegzése, a kórismeret felállítása az orvos egyik legjelentősebb feladata.

## Tüneti kezelés
A tüneti kezelés az, amikor a beteg számára kellemetlen tüneteket megszüntetik anélkül, hogy az azokat kiváltó oko(ka)t kezelnék. A betegségek kísérő tünete lehet a láz, fájdalom, rossz közérzet, émelygés, hányinger stb. ami a beteg számára rendkívül kellemetlen is lehet, megszüntetésekor a beteg közérzete javul.
Néha a betegség oka nem küszöbölhető ki, ilyenkor az ok megszüntetése nélkül tüneti kezelést alkalmaznak. Az orvosi gyakorlatban a csak a tünetek enyhítésére szolgáló és nem a betegség, probléma megszüntetésére irányuló kezelést palliatív kezelésnek nevezik, a terminális palliatív medicina célja pedig a végső állapotba jutott, a tudomány mindenkori állásfoglalása szerint gyógyíthatatlan beteg testi és lelki szenvedéseinek csökkentése.

## Oki kezelés
Az oki kezelésnél a betegséget kiváltó tényező(k) ellen küzdenek, pl. baktériumfertőzéseknél antibiotikumokkal a baktériumok elpusztíthatók.

## Lásd még
- Orvosi diagnózis
- Terápia